# Jugendgästehaus
Ein Jugendgästehaus ist eine einfache und preisgünstige Unterkunft für Jugendliche und Jugendgruppen. Seine Ausstattung ist nicht mit offiziellen Gästehäusern – wie sie etwa Gebietskörperschaften oder große Firmen führen – zu vergleichen, sondern entspricht eher der einer Jugendherberge. Im Gegensatz zu diesen haben sie verschiedene Träger und daher keinen einheitlichen Standard, wie ihn etwa die Jugendherbergswerke vorgeben.
Als Träger kommen vielfältige Institutionen infrage, die von der Ortskirche über Gemeinden und großen Schulen bis zu Gebirgs- und Sportvereinen reichen. Auch privat geführte Jugendgästehäuser sind keine Seltenheit. Die Angebote richten sich aber weniger an Einzelreisende, sondern vornehmlich an Jugendgruppen, beispielsweise für Feriencamps, Events der Jugendkultur oder für Landschulwochen.
Dementsprechend haben die Häuser überwiegend Mehrbettzimmer und oft noch gemeinsame Wasch- bzw. Duschräume. Wichtiger als bei Jugendherbergen sind auch ausreichend viele Gemeinschaftsräume und Gelegenheiten zur Sportausübung.
Dem Benutzerkreis sind auch die Versorgungseinheiten angepasst, insbesondere die Küche und die Speisesäle. Im Interesse einer günstigen Preisgestaltung liegt der Schwerpunkt meist auf einfachen Gerichten bzw. Hausmannskost; viele Häuser erwarten von den Jugendlichen bzw. Kindern auch das Bettenmachen und die Beteiligung am Servierdienst. Für allfällige Aufsichtspersonen sind geeignet gelegene, spezielle Wohneinheiten vorgesehen.